# Dąbrowa (powiat garwoliński)
Dąbrowa – wieś sołecka w Polsce położona w województwie mazowieckim, w powiecie garwolińskim, w gminie Łaskarzew.
| SIMC    | Nazwa  | Rodzaj    |
| ------- | ------ | --------- |
| 1054558 | Piaski | część wsi |

Wieś królewska położona była w drugiej połowie XVI wieku w powiecie garwolińskim  ziemi czerskiej województwa mazowieckiego. 
W lustracji województwa mazowieckiego z 1660 roku jest zapisane, że wieś Dąbrowa należała do Rębkowa. Wieś miała 20 włók z tego jedna była wójtowska i jedna wybraniecka. Do wsi należał młyn na rzece Promnik (Pradnik) który w 1660 roku był zaniedbany.
Do 1870 istniała gmina Dąbrowa.
W latach 1954–1959 wieś należała i była siedzibą władz gromady Dąbrowa, po jej zniesieniu w gromadzie Łaskarzew-Osada. W latach 1975–1998 miejscowość należała administracyjnie do województwa siedleckiego.
Szkoła Podstawowa w Dąbrowie im. Pamięci Wanat, ma swoją siedzibę we wsi Wola Łaskarzewska. W 2006 roku przy szkole otwarto halę sportową.